# Qualitätskosten
Qualitätskosten (englisch cost of quality, abgekürzt COQ) sind in der Betriebswirtschaftslehre Kosten, die in der Qualitätssicherung der Aufrechterhaltung oder Verbesserung der Produkt- oder Dienstleistungsqualität dienen.

## Allgemeines
Produkt- oder Dienstleistungsqualität sind die wesentlichen Kriterien des Qualitätswettbewerbs auf den Märkten. Um diese Qualitätsanforderungen zu erreichen oder zu verbessern, sind in Unternehmen oft besondere Organisationseinheiten (Qualitätsmanagement, Beschwerdemanagement) mit der Qualitätsprüfung betraut. Die hier entstehenden Personal- und Sachkosten und die Fehlerkosten werden Qualitätskosten genannt.
Nach DIN 55350 (11:2007-03) versteht man unter Qualitätskosten alle Kosten, die durch Tätigkeiten der Fehlervermeidung, der planmäßigen Qualitätsprüfung sowie durch intern oder extern festgestellte Fehler verursacht werden. Daraus lässt sich folgende Gleichung entwickeln:
{\displaystyle {\text{Qualitätskosten}}={{\text{Prüf- und Beurteilungskosten}}+{\text{Fehlerverhütungskosten}}+{\text{Fehlerbeseitigungskosten}}}}.
Die 1987 entstandene Qualitätsmanagementnorm ISO 9004 erwähnt die Qualitätskosten als „qualitätsbezogene Kosten“.

## Arten
Joseph M. Juran teilte die Qualitätskosten (englisch quality costs) 1931 in Fehlerverhütungskosten (englisch costs of prevention) und Fehlerkosten (englisch failure costs) auf. Armand V. Feigenbaum leistete 1956 wichtige Vorarbeiten zur Company Wide Quality Control und unterschied wiederum zwischen Fehlerkosten, Präventionskosten (englisch prevention costs) und Prüfkosten (englisch appraisal costs). Philip B. Crosby griff 1979 das Konzept der Qualitätskosten als zentrales Element seiner Arbeit im Bereich Qualitätssicherung auf. Er popularisierte das Konzept in einer Zeit, als die Qualitätssicherung von Konzepten von William Edwards Deming und Joseph M. Juran beherrscht wurde. Die heutige Verbreitung beruht zu großen Teilen auf Crosbys Arbeit.
Aufbauend hierauf wird heute allgemein unterschieden:
- Qualitätssicherungskosten (Fehlerverhütungskosten, Präventionskosten) für Qualitätsplanung, Schulung der Mitarbeiter, Kosten der Qualitätssicherung;
- Prüfkosten (Konformitätskosten): Kosten durch die Qualitätsprüfung und Überwachung des Produktionsprozesses sowie durch Abnahmetests und Prüfverfahren;
- Fehlerkosten (Nichtkonformitätskosten) für Nacharbeiten, Ausschuss;
- Fehlerfolgekosten entstehen durch Kunden in Form der Reparaturkosten oder Rückrufkosten. Auch Gewährleistungen, der Verlust von Folgeaufträgen, Image- und Reputationsschäden sind Fehlerfolgekosten.

Während die Fehlerkosten noch im oder kurz nach dem Produktionsprozess entstehen, werden Fehlerfolgekosten erst nach dem Vertrieb durch Beschwerde oder Reklamation von Kunden ausgelöst.
Qualitätskosten entstehen mithin bei der Fehlerprävention (Prüfkosten), Fehlerbehebung (Fehlerkosten) und Qualitätsverbesserung. Der größte Anteil von diesen Unterarten entfällt im Regelfall auf die Fehlerkosten.

## DGQ-Konzept
In ihren Rahmenempfehlungen ergänzt die Deutsche Gesellschaft für Qualität (DGQ) diese Kosten auch mit den Kosten für
- Leitung des Qualitätswesens,
- Qualitätsfähigkeitsuntersuchungen,
- Qualitätsaudits,
- Schulungen,
- Prüfplanung,
- Prüfmittelplanung/-überwachung (z. B. Kalibrierung von Messgeräten),
- Lieferantenbeurteilung.

Die DGQ erweitert damit die Arten von Qualitätskosten um in den Personalkosten und Materialkosten enthaltene Komponenten.

## Wirtschaftliche Aspekte
Die Qualitätskosten gehören zu der Kostenart Herstellungskosten, sind jedoch nur unvollständig in der Kostenrechnung aus diesen abzuleiten. Die Prozessqualität gilt als eine grundlegende Voraussetzung der Produkt- und Dienstleistungsqualität. In der Praxis dienen Prozessmetriken wie Qualitätskosten, Erstausbeute und Fehlerquoten zur Überwachung der Prozessqualität. Das Qualitätsmanagement hat auch zum Ziel, die Qualitätskosten zu senken durch Anwendung von Prüfverfahren und statistischen Methoden.
Ob es einen Trade-off zwischen Produktqualität und Herstellungskosten gibt, ist umstritten. Höhere Qualitätskosten können jedenfalls für eine Kostensenkung der Fehler(folge)kosten führen, wenn dadurch der Ausschuss gesenkt und/oder Nacharbeiten vermieden werden. Ein optimales Qualitätsniveau ist erreicht, wenn die Fehlerquote gleich Null ist. Qualitätsverbesserungen sind so lange vorteilhaft, wie die Grenzkosten der Qualitätssicherung geringer sind als die entsprechende Verminderung der Fehlerkosten.